# 헤수스 페레이라
헤수스 다비드 페레이라 카스트로(스페인어: Jesús David Ferreira Castro, 2000년 12월 24일 ~ )는 콜롬비아 출생 미국의 축구 선수로 현재 메이저 리그 사커의 시애틀 사운더스에서 공격수로 활약하고 있으며 미국 축구 국가대표팀의 일원으로도 활동 중이다.

## 수상

### 국가대표팀
미국
- CONCACAF 골드컵 : 4위 (2023)
- CONCACAF 네이션스리그 : 우승 (2022-23)

### 개인
- MLS 올스타 : 2022, 2023
- MLS 올해의 영플레이어상 : 2022
- MLS 베스트 11 : 2022
- CONCACAF 골드컵 득점상 : 2023 (7골)
- CONCACAF 골드컵 베스트 11 : 2023